# POWER4
POWER4 — многоядерный микропроцессор компании IBM, выполняющий команды архитектуры PowerPC и являющийся продолжением серии POWER. Выпущен в 2001 году, содержит два ядра PowerPC.
Оба ядра 64-битные, основываются на архитектуре PowerPC AS и используют общий кэш 2 уровня, который поделён на 3 части. Присутствует также контроллер кэша 3 уровня.
Суперскалярная архитектура позволяет процессору выполнять команды на 8 исполнительных устройствах одновременно.
Микропроцессор примечателен тем, что стал первым устройством, содержавшим два ядра на одной подложке. Более того, впервые были выпущены модули, содержавшие четыре микропроцессора.